# 養魚
養魚（ようぎょ）は、広義では「魚を飼育してふやすこと」を意味するが、ここで取り上げる「養魚」は、古代中国から伝わる、伝統的かつ合理的な魚（主に淡水魚）の養殖法のことをいう。またこの「養魚」は、その仕組みから「施肥混養」（施肥混养/shifeihunyang）とも称され、現在の中華人民共和国においても、養蚕業や稲作等の農業と兼ねあわせて営まれ続けている。

## 起源
「養魚」の歴史は、殷（紀元前1600年頃 - 紀元前1046年）の遺跡から発掘された甲骨文字の記録から、紀元前1150年前（約3000年）にまでさかのぼり、当初は養蚕と兼業し、不要となった蚕の蛹（さなぎ）を餌とするコイの「単養」が行われていたとみられる。そのような養殖技術を産業として導入したのは、春秋戦国時代の越の王・勾践に仕えた政治家・范蠡（はんれい）ともいわれ、彼は魚の養殖に関する世界最古の著書である『養魚経』を著している。

## 唐代における改良
唐の時代になると、その皇帝・李淵は、彼の姓「李（Lǐ）」と「鯉（lǐ）」とが同音であるため、「鯉に対する冒涜は皇帝に対する冒涜である」とし、コイの養殖・捕獲・売買・食を一切禁止した。コイを捕らえた者は三十杖の罪、食した者は死刑という厳しい禁令であった。

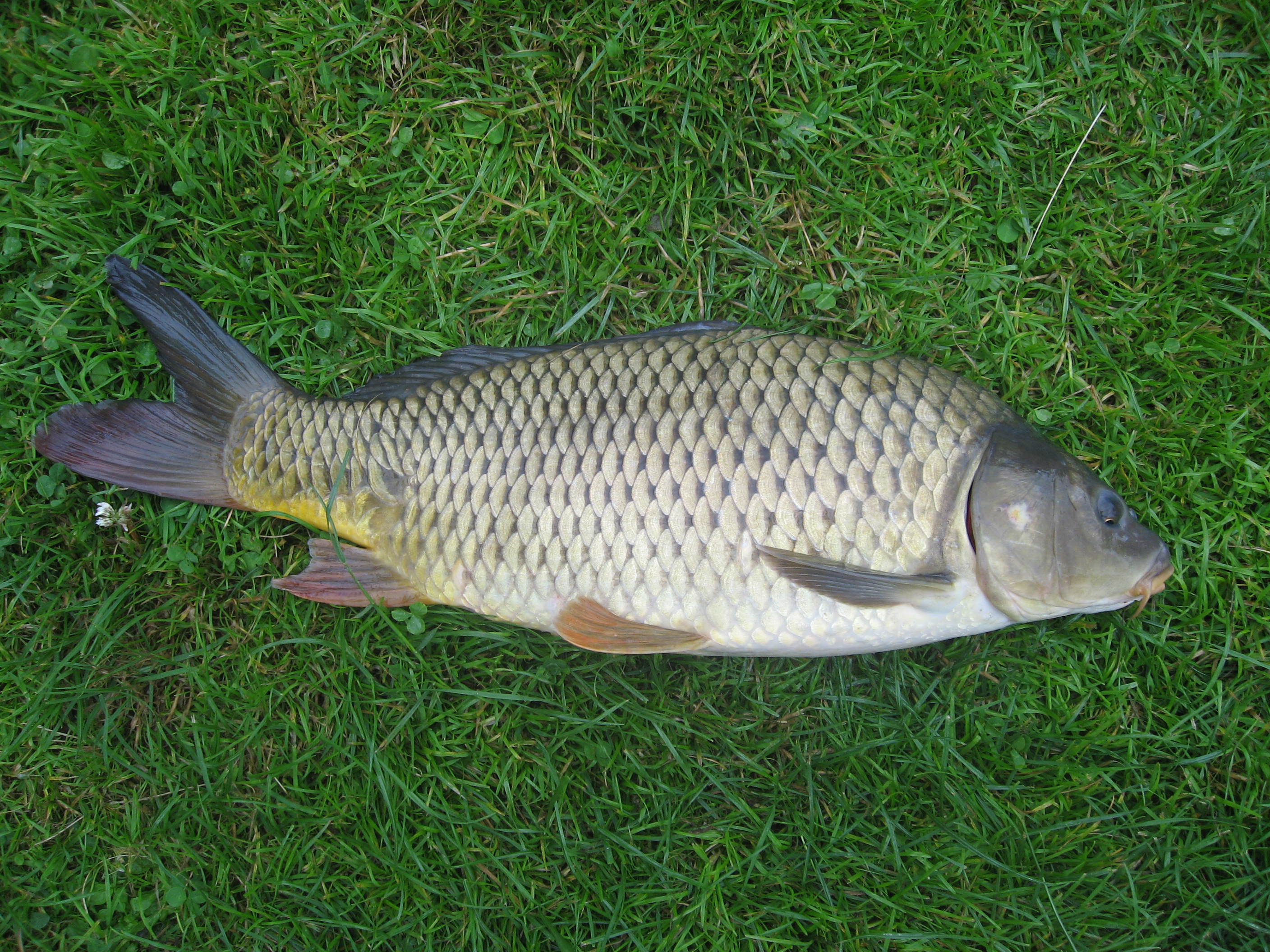
コイ

この禁令により、民衆はコイに代わる食用魚として、アオウオ・ソウギョ・コクレン・ハクレン（いずれも中国原産のコイ科の野生種）に注目。その特性を見定め、コイの「単養」で培ったノウハウを応用・改良し、これら四種の淡水魚を手間をかけずに一環境で同時に飼育する合理的方法を確立した。この改良された「養魚」はその後各地に広まり、コイに代わる食用魚として上記四種があらゆる層に受容されるようになった。これらの淡水魚が「四種類の一般的な魚」という意味で「四大家魚」と称されるようになった所以でもある。
なお、唐の時代にはソウギョ・アオウオ・コクレン・ハクレンに鯉を加えて「五大家魚」としていたが、上記の理由で捕獲・調理が禁止となり鯉は外されて「四大家魚」となった。

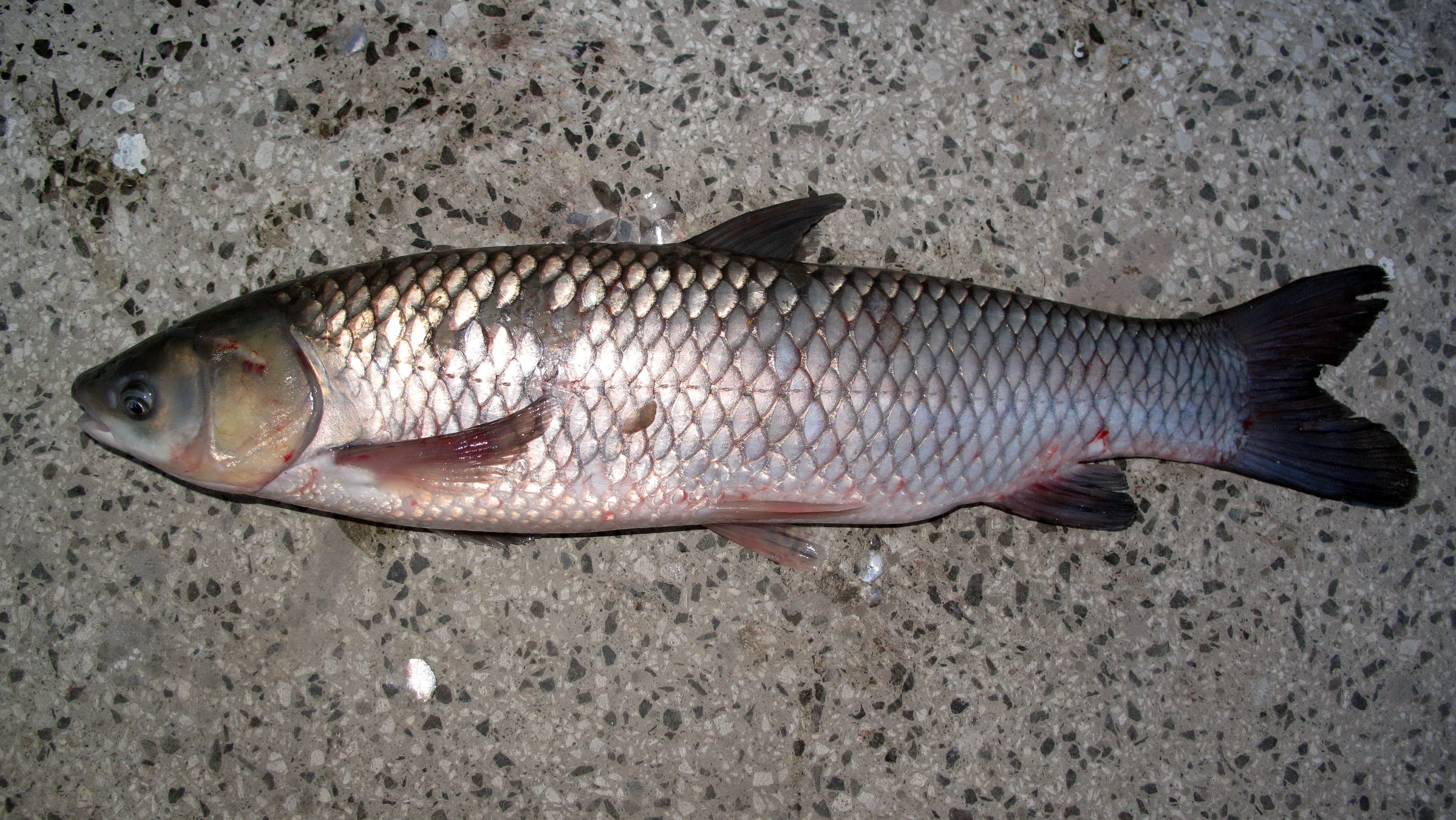
ソウギョ
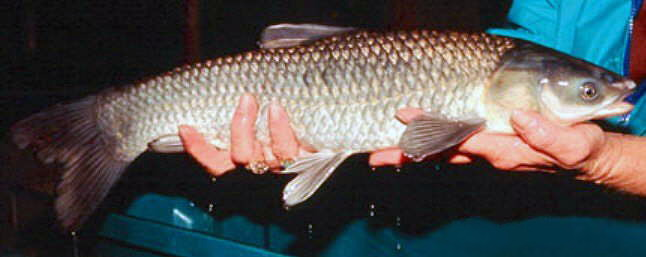
アオウオ
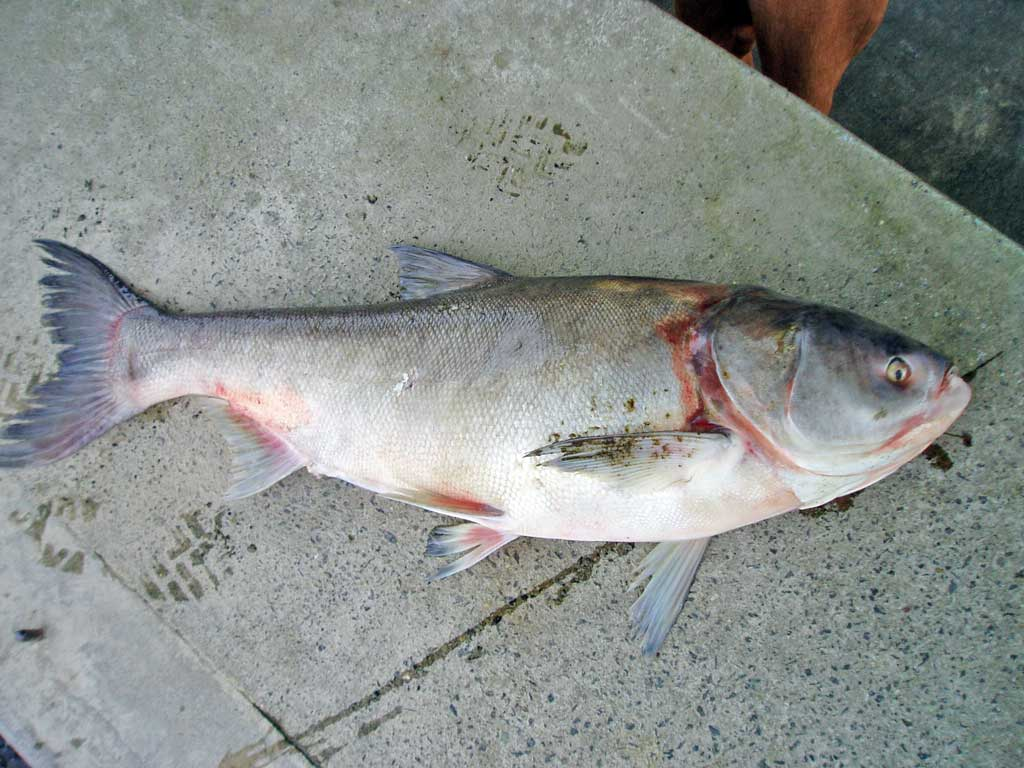
ハクレン
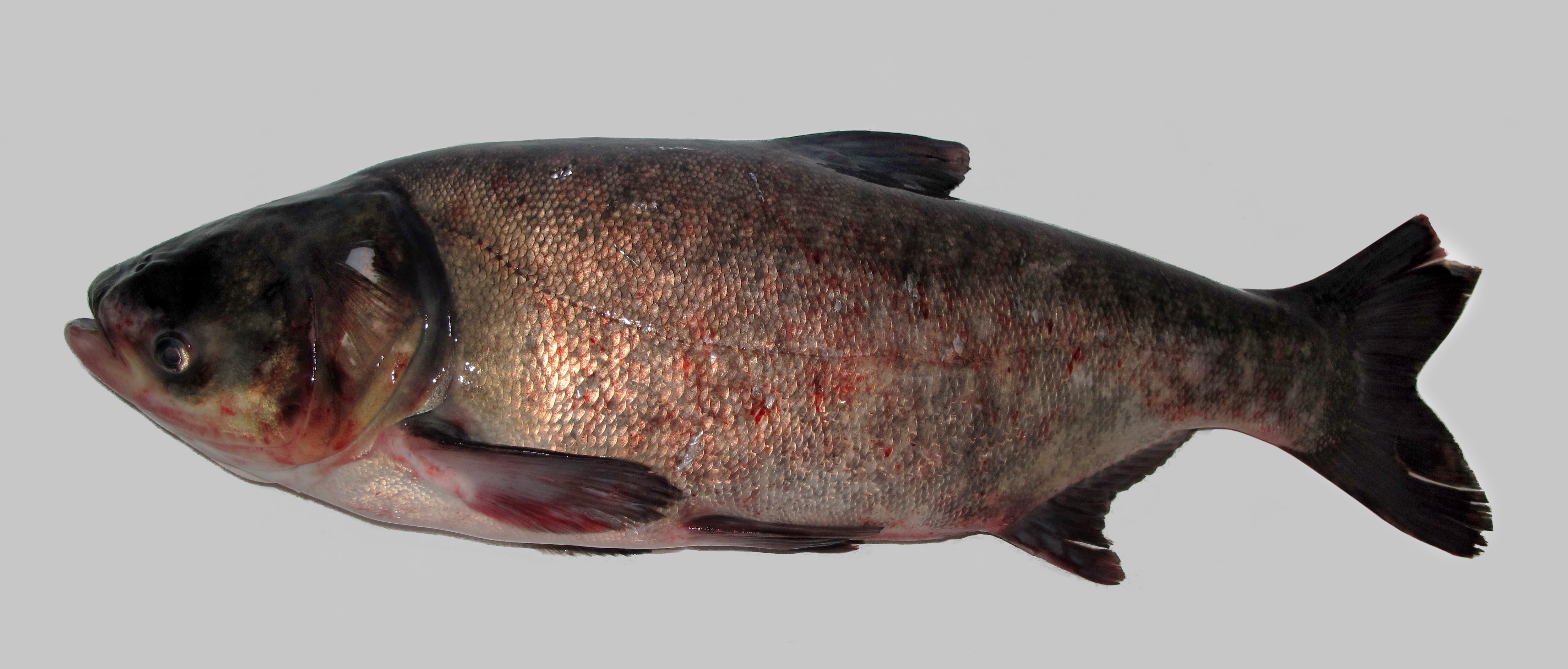
コクレン

## 養魚の仕組み
「養魚」はまず、上記四種「四大家魚」の種苗（稚魚）を、成育可能な環境（池沼河川等の生態系）へ放流する。放流後は各魚が直接的に摂取する飼料は与えないが、刈り取った植物や屎尿を用いる（池沼に屎尿を撒いてプランクトンを発生させてからの種苗放流や稲作との兼業等、環境・地域によって異なる）。この環境は、各魚の食性と食物連鎖の結果、次のように展開する。
1. 植物を好むソウギョが、水草や水辺植物を摂取する。
2. ソウギョの排泄物を淡水生巻貝類のタニシ等が食べる。
3. アオウオがタニシ等の底棲生物を食べる。
4. これらの食べ残しに加え、肥料とした屎尿を餌とした植物プランクトンが繁殖する。
5. その植物プランクトンを餌として、動物プランクトンが繁殖する。
6. ハクレンが植物プランクトンを、コクレンが動物プランクトンを食べる。